# Raphael Success
Akwa Raphael Success (sinh ngày 10 tháng 3 năm 1998) là một cầu thủ bóng đá chuyên nghiệp người Nigeria hiện đang thi đấu ở vị trí tiền đạo cánh cho câu lạc bộ Công an Hà Nội tại V.League 1.

## Danh hiệu

### Câu lạc bộ
Ayeyawady United
- Á quân Giải bóng đá vô địch quốc gia Myanmar: 2019

Công an Hà Nội
- V. League 1:

 Vô địch: 2023

### Cá nhân
- Vua phá lưới Giải bóng đá vô địch quốc gia Myanmar: 2020